# Gai Papi Mútil
Gai Papi Mútil (llatí: Gaius Papius Mutĭlus) fou un dels principals generals samnites de la guerra social o guerra dels marsis (90 aC-88 aC).
Al capdavant de l'exèrcit samnita va envair Campània, va ocupar diverses ciutats i va obligar les restants a rendir-se. Va atacar el campament del procònsol Sext Juli i fou rebutjat amb pèrdues de sis mil homes (90 aC). L'any 89 aC va haver de resistir a Luci Corneli Sul·la que havia entrat al Sàmnium, però altre cop fou derrotat, i va ser malferit en un combat menor, fugint a Esèrnia. Titus Livi diu que finalment va morir a les proscripcions de Sul·la.
Hom l'ha volgut identificar amb Estaci el Samnita, proscrit durant el segon triumvirat, però segons Mommsen no és raonable.